# Sebastian Krupka
Sebastian Krupka z Wieliczki (zm. 22 sierpnia 1625 w Krakowie) – profesor prawa i rektor Akademii Krakowskiej, kanonik katedralny i proboszcz wielicki.

## Życiorys
Pochodził z zamożnej mieszczańskiej rodziny z Wieliczki. Do Akademii Krakowskiej zapisał się w 1581, stopień magistra nauk wyzwolonych uzyskał w 1591 rozpoczynając studia prawnicze. W 1604 został proboszczem w Wieliczce. Doktorat obojga praw uzyskał z początkiem 1608 zostając proboszczem w Luborzycy. W 1607 został wybrany po raz pierwszy rektorem Akademii, funkcję tę powierzano mu jeszcze pięciokrotnie. Po zakończeniu pierwszej kadencji wyjechał wiosna 1608 do Rzymu, w październiku 1609 był w Padwie. Do Krakowa powrócił w 1611, bo wtedy pojawia się jego nazwisko kolejny raz w dokumentach uniwersyteckich. Opracował memoriał z 13 maja 1612, w którym przeprowadził surową krytykę programu oświatowego zakonu Jezuitów, ale także podkreślił zasługi Akademii Krakowskiej w kształceniu młodzieży plebejskiej. Biskupowi Marcinowie Szyszkowskiemu zawdzięczał w 1616 przyjęcie do kapituły katedralnej, a w 1620 wybór na członka komisji do spraw cenzury ksiąg w diecezji krakowskiej. W 1619 jako rektor występował w obronie praw Akademii wobec Zygmunta III, kiedy to wniósł 22 kwietnia 1625 protest uniwersytetu przeciwko otwarciu  kolegium jezuickiego w Krakowie. Jego bratanek i następca na probostwie wielickim Wojciech Krupka ufundował w 1627 dziś nieistniejące już epitafium stryja w kościele parafialnym w Wieliczce.